# Hutton Mountains
Die Hutton Mountains sind eine Gruppe von Bergen im südöstlichen Palmerland auf der Antarktischen Halbinsel bzw. im Nordosten des Ellsworthlands. Sie werden im Südwesten durch den Johnston-Gletscher, im Nordwesten durch den Squires-Gletscher, im Norden durch den Swann-Gletscher und im Osten durch das Keller Inlet begrenzt.
Erkundet und fotografiert wurden die Berge bei der US-amerikanischen Ronne Antarctic Research Expedition (1947–1948). Der United States Geological Survey kartierte sie anhand eigener Vermessungen und Luftaufnahmen der United States Navy aus den Jahren zwischen 1961 und 1967. Das Advisory Committee on Antarctic Names benannte sie 1968 nach dem britischen Geologen James Hutton (1726–1797).